# Обстріли Миропільської сільської громади
Обстріли Миропільської сільської громади — серія обстрілів та авіаударів російськими військами території та населених пунктів Миропільської сільської територіальної громади Сумського (колишнього Краснопільського району) Сумської області в ході повномасштабного російського вторгнення в Україну.
Наказом Міністерства з питань реінтеграції тимчасово окупованих територій України територія громади з 21 червня 2022 року була внесена до оновленого переліку територій України, де тривають бойові дії, або які перебувають в окупації російських військ. Жителям громади, зареєстрованим як внутрішньо переміщені особи (ВПО), здійснюватимуться виплати.

## 2022

### 7 травня
Після обіду 7 травня, ворожа авіація двічі завдала ракетно-бомбових ударів по території Сумщини на ділянці відділу прикордонної служби «Юнаківка» Сумського прикордонного загону. Ворожі літаки, найімовірніше Су-35, які заходили парами з боку Російської Федерації, скинули ракети «повітря — земля». Удари були завдані на відстані близько 20 км один від одного в Хотінській та Миропільській громадах. Українські прикордонники, які несли службу на цьому напрямку, встигли сховатися, за інформацією у Держприкордонслужбі. Як повідомив керівник Сумської ОВА Дмитро Живицький, внаслідок обстрілу поранено військовослужбовця Державної прикордонної служби України". Також під час одного із заходів ворожі літаки обстрілювали не лише українську територію, а й відкривали вогонь території країни-агресора. Пізніше)7 травня о 14.40) губернатор Курської області Росії Роман Старовойт написав у своєму Telegram-каналі: «Поспішаю заспокоїти мешканців наших прикордонних районів, які були схвильовані пострілами. Сьогодні наша авіація працює по наземних цілях на суміжній території».

### 28 травня
Після 16 години ворожий літак здійснив 6 пусків некерованими ракетами по прикордонним територіям Сумського району. Ракети влучали поза межами населених пунктів
Приблизно через дві години, як повідомили у Держприкордонслужбі України, російська авіація здійснила ще три пуски некерованими ракетами по двох прикордонних населених пунктах Сумського району. За інформацією Дмитра Живицького — голови Сумської ОВА, пошкоджено цивільні об'єкти: дитсадок у селі, церква, приватні будинки у селі Запсілля Миропільської громади. Також унаслідок обстрілу поранена одна жінка: уламок влучив їй в ногу. За інформацією доповненої Сумською обласною прокуратурою, росіяни обстріляли чотирма ракетами по території Миропільської громади Сумського району.
Ракета впала під вікнами закладу освіти, скло засипало ігрову кімнату і кухню. У всій будівлі зруйновані віконні конструкції. Також постраждав інший корпус садочка і господарче приміщення. Також пошкоджені 11 будинків: повилітали шибки, трохи сараї порозкривало та пошкодило паркани. В город попало людині. Один будинок дуже сильно постраждав. Частково пошкоджено Троїцьку церкву: повилітали вікна з рамами навіть, розповіла староста Запсільського старостинського округу Тетяна Петрова. Найбільше постраждало обійстя родини: зруйнована літня кухня. На момент обстрілів там нікого не було. Валентина Скрипка, яка перебувала на подвір'ї поруч, отримала рвану рану. Жінка перенесла операцію — їй зашили сухожилля на нозі. 29 травня до Запсілля приїжджали вибухотехніки. Ніхто з мешканців села, розташованого за 5 км від кордону, за словами старости, не виїхали.
Правоохоронцями розпочаті досудові розслідування за фактами порушення звичаїв війни, повідомили у Сумській обласній прокуратурі.

### 2 червня
Після 17 години, за інформацією голови Сумської ОВА Дмитра Живицького, з Росії вівся мінометний вогонь по території Миропільської громади Сумського району. Було зафіксовано близько 20 прильотів. Жертв та руйнувань не було.

### 12 червня
Армія РФ після 8:30 ранку здійснила 20 пострілів гранатометом по території Миропільської громади.

### 17 червня
Приблизно о 19.30 військовими ЗС РФ по території Миропільської громади було здійснено мінометний та артилерійський обстріли. Усього 40 розривів, з них: 12 мін 120 мм, 15 снарядів 122 мм та 13 снарядів– 152 мм. Жертв не було, повідомили в Сумській ОВА.

### 28 червня
Після 10 години ранку військові РФ почали обстрілювати населені пункти Миропільської громади. За інформацією голови Сумської ОВА Дмитра Живицького — це були авіаційні обстріли: росіяни запустили близько 20 ракет з гелікоптерів, які не перетинали лінію державного кордону. Крім Миропільської громади також стріляли і по Краснопільській громаді.

### 6 липня
Протягом 6 липня військові Росії кілька разів обстрілювали територію громади, зокрема, села Миропілля, повідомило оперативно-тактичне угруповання "Суми". Ворогом вівся мінометний вогонь, росіяни стріляли ракетами з БМ21 та скидали вибухові пристроїв з безпілотників. За інформацією Національної поліції Сумської області постраждалих та пошкоджень інфраструктури не було. За даними фактами слідчі відкрили кримінальні провадження за ст. 438 ККУ "Порушення законів та звичаїв війни". Слідчі дії тривають.

### 9 липня
Вранці 9 липня російський гелікоптер випустив дві ракети по Миропільській громаді, повідомили у Сумській обласній військовій адміністрації. Було поранено двох людей.

### 10 липня
Армія РФ, за інформацією Генерального штабу ЗСУ, застосовувала ствольну та реактивну артилерію для обстрілів району села Миропілля.

### 14 липня
Військові ЗС РФ надвечір обстрілювали територію громади із різних видів озброєння: кулеметні черги, реактивна та ствольна артилерія, використовували безпілотники. За інформацією голови Сумської ОВА Дмитра Живицького травмованих та руйнувань не було.

### 23 липня
Окупанти завдали удару зі 120-мм мінометів та артилерії по території  Миропільської та Хотінської громад.

### 18 липня
З 10:30 росіяни били по території Миропільської громади з мінометів, ствольної та реактивної артилерії, повідомив голова Сумської обласної військової адміністрації Дмитро Живицький.

### 6 жовтня
Ввечері росіяни вкотре вдарили по мирних місцевих мешканцях і кінній фермі. Були перебиті газові труби та пошкоджені електромережі.

### 2 листопада
22 житлові будинки пошкоджені внаслідок обстрілу з Росії. Війська РФ аж тричі відкривали вогонь протягом дня.

### 5 грудня
Із території Росії війська випустили на територію Миропільської громади 15 мін. Вибухи пошкодили вікна адмінбудівлі старостату та Центру надання соціальних послуг. Також вибите скло у шести приватних будинках. Одна оселя відновленню не підлягає.

## 2023

### 8 січня
Російські військові обстріляли село Миропілля. У селі зафіксували 20 «прильотів» із самохідної артилерійської установки. Внаслідок російської атаки було пошкоджено п'ять будинків та місцева ферма.

### 23 лютого
Миропільська громада: з 09.45 росіяни били по території громади з мінометів − 6 прильотів. А з 11.40 здійснено артилерійський обстріл (САУ) − 6 прильотів.

### 7 березня
Миропільською громадою ворог бив з артилерії (16 вибухів) і РСЗВ (6 вибухів). Крім того, відбулося скидання з БпЛА вибухового пристрою (2 вибухи).

### 25 березня
Російські окупанти у п'ятницю обстріляли дві громади Сумської області, є пошкодження, повідомила прес-служба Сумської обласної військової адміністрації.
"Протягом дня росіяни здійснили обстріл території Есманської та Миропільської громад", - йдеться в повідомленні.

### 12 квітня
В результаті російського обстрілу пошкоджено два приватні будинки. Загалом від початку повномасштабного вторгнення руйнувань зазнали понад 170 обійсть мешканців громади.

### 12 травня
"Вночі та вранці зафіксовано 2 мінометних обстріли (3 вибухи). Обстрілів зазнали населені пункти Миропільської та Новослобідської громад", - йдеться в повідомленні Укрінформу.

### 17 травня
Під час обстрілу Миропільської громади пошкоджено елеватор, гараж агропідприємства, приватний будинок. Один цивільний зазнав поранень,

### 18 травня
Росіяни обстріляли населені пункти Юнаківської, Білопільської, Новослобідської, Миропільської, Есманської, Краснопільської громад Сумської області. Внаслідок мінометного обстрілу Миропільської громади було пошкоджено житловий будинок в с. Миропілля. 

### 8 червня
Російська армія вдарила трьома безпілотниками "Шахед" по різних населених пунктах Миропільської громади. Тут пошкоджені школа, магазин, база відпочинку.

### 29 липня
Миропільська громада: обстріл з гранатомету (20 вибухів).

### 16 листопада
По Миропільській громаді був обстріл з міномета, 4 вибухи.

### 23 листопада
На Миропільську громаду ворог здійснив вертолітний наліт із застосуванням некерованих ракет (10 вибухів).

### 25 листопада
За даними Сумської обладміністрації, окупанти обстріляли з мінометів прикордонні громади: Великописарівську (6 вибухів), Хотінську (2 міни), Зноб-Новгородську (6 вибухів). Миропільську (8 вибухів), Новослобідську (3 вибухи).

## 2024

### 19 січня
Російських обстрілів зазнали Хотінська, Миропільська, Краснопільська та Білопільська громади. Миропільську громаду окупанти вразили FPV дроном-камікадзе.

### 26 лютого
У Миропільській громаді був мінометний обстріл (6 вибухів).

### 30 лютого
У ️Миропільській зафіксовано обстріл БПЛА ("дрон-камікадзе") (1 вибух).

### 15 березня
По Миропільській громаді здійснений обстріл зі ствольної артилерії (15 вибухів) та скидання з БпЛА вибухового пристрою типу ВОГ (2 вибухи).

### 16 березня
По Миропільській громаді ворог гатив з артилерії (1 вибух), також відбувся обстріл дроном-камікадзе (1 вибух).

### 18 березня
Протягом дня росіяни здійснили 50 обстрілів прикордонних територій та населених пунктів Сумської області. Зафіксовано 214 вибухів. Обстрілу зазнали Миколаївська, Миропільська, Юнаківська, Хотінська, Білопільська, Краснопільська, Великописарівська, Конотопська, Шалигинська, Есманська, Середино-Будська громади", - зазначено в повідомленні Сумської ОВА. Війська РФ здійснювали обстріли з артилерії, мінометів, авіації, танків і дронів-камікадзе типу "FPV".

### 20 березня
Миропілля окупанти атакували з РСЗВ. Там пролунало 24 вибухи.

### 22 березня
Миропільська громада, тут ворог гатив із міномета (8 вибухів), артилерії (5 вибухів) і скинув ВОГ із БПЛА (2 вибухи).

### 26 березня
Миропільська громада: ворог бив з артилерії (24 вибухи) та мінометів (9 вибухів).

### 28 березня
У Миропільській громаді здійснено обстріл БпЛА (FPV-дрон) (2 вибухи) та артобстріл (6 вибухів).

### 29 березня
Вночі та вранці росіяни здійснили 7 обстрілів прикордонних територій і населених пунктів Сумської області. Зафіксовано 35 вибухів. Обстрілу зазнали Хотінська (9 вибухів), Миропільська (5 вибухів), Краснопільська (9 вибухів), Великописарівська (6 мін), Зноб-Новгородська (4 вибухи), Середино-Будська (2 вибухи)громади.
Миропільська громада: здійснено обстріл БПЛА (FPV-дрон) (2 вибухи), обстріл із міномета (15 вибухів), з артилерії (12 вибухів).

### 30 березня
Миропільська громада: зафіксовано мінометні обстріли (32 вибухи).

### 7 квітня
Дві людини поранені у Миропільській громаді, повідомили в оперативному командуванні «Північ». Це наслідки ворожих обстрілів за 7 квітня. Також у громаді пошкоджений об‘єкт цивільної інфраструктури. У громаді здійснено мінометний обстріл (15 вибухів) та артобстріл (14 вибухів).

### 8 квітня
У Миропільській громаді був обстріл з мінометів (4 вибухи) та артилерії (11 вибухів).

### 13 квітня
У Миропільській громаді зафіксовано мінометні обстріли (6 вибухів).

### 16 квітня
Зафіксовано атаку 2-х ворожих FPV дронів.

### 20 квітня
Здійснено артобстріл (2 вибухи), мінометний обстріл (2 вибухи) та атаки ворожих FPV дрони (2 вибухи).

### 21 квітня
Відбулася атака ворожого FPV дрона (1 вибух).

### 22 квітня
Був мінометний обстріл (2 вибухи).

### 29 квітня
Відбулися атака FPV-дронів (2 вибухи) та мінометний обстріл (30 вибухів).

### 1 травня
По громаді зафіксовано удар FPV-дроном (1 вибух).

### 2 травня
Ворог бив по громаді з артилерії САУ (5 вибухів).

### 3 травня
По громаді дійснено атаку FPV-дронів (3 вибухи).

### 4 травня
По Миропільській громаді ворог вдарив з мінометів (3 вибухи).

### 8 травня
Агресором здійснено обстріл з артилерії (2 вибухи).

### 9 травня
Миропільська громада: зафіксовано обстріли з мінометів (22 вибухи) та артилерії (24 вибухи).

### 11 травня
Здійснено мінометний обстріл (2 вибухи).

### 12 травня
Миропільська громада: здійснено обстріл з танку (3 вибухи).

### 14 травня
Ворог бив по терені громади зі ствольної артилерії (3 вибухи).

### 15 травня
Зафіксовано артилерійський обстріл (7 вибухів). 

### 17 травня
"Протягом дня росіяни здійснили 44 обстріли прикордонних територій і населених пунктів Сумської області. Зафіксовано 183 вибухи. Обстрілу зазнали Хотинська, Юнаківська, Білопільська, Миропільська, Краснопільська, Великописарівська, Новослобідська, Есманська, Шалигинська, Середино-Будська громади", - зазначається в повідомленні Сумської обласної військової адміністрації.

### 20 травня
Протягом дня російські війська здійснили 48 обстріли прикордонних територій та населених пунктів Сумської області. Зафіксовано 243 вибухи. Обстрілів зазнали Садівська, Миколаївська, Хотінська, Юнаківська, Білопільська, Краснопільська, Миропільська, Великописарівська, Путивльська, Есманьська, Шалигинська, Середино-Будська, Свеська, Зноб-Новгородська громади, повідомляє Сумської обласна військова адміністрація.

### 21 травня
Зафіксовано артилерійський обстріл громади (2 вибухи).

### 22 травня
росіяни вдарили по громаді з артилерії (16 вибухів).

### 24 травня
Миропільська громада: ворог бив з мінометів (25 вибухів) та артилерії (42 вибухи).

### 25 травня
2 міни скинули росіяни на територію громади.

### 26 травня
Зафіксовано обстріл громади зі ствольної артилерії (3 вибухи).

### 29 травня
Ворог бив по громаді з артилерії (2 вибухи).

### 30 травня
Зафіксовано мінометні обстріли (6 вибухів).

### 1 червня
Ворог бив по громаді з артилерії (2 вибухи).

### 2 червня
Здійснено артилерійські обстріли громади (2 вибухи).

### 11 червня
"Протягом дня росіяни здійснили 15 обстрілів прикордонних територій та населених пунктів Сумської області. Зафіксовано 39 вибухів. Обстріли зазнали Хотінська, Миропільська, Білопільська, Краснопільська, Великописарівська, Новослобідська, Шалигінська громади", - зазначається в повідомленні Сумської ОВА.

### 13 червня
Окупанти за добу обстріляли п'ять прикордонних громад Сумської області, використали артилерію, міномети та кулемет, повідомила Сумська обласна військова адміністрація станом на 21.00 четверга. Як зазначається у повідомленні: "Протягом дня росіяни здійснили 11 обстрілів прикордонних територій та населених пунктів Сумської області. Зафіксовано 42 вибухи. Обстрілів зазнали Хотінська, Юнаківська, Миропільська, Краснопільська, Дружбівська громади".

### 14 червня
За добу одну людину загинули та ще семеро поранено внаслідок обстрілів восьми прикордонних громад Сумської області, повідомляє Сумська обласна військова адміністрація станом на 21:00 п'ятниці. "Протягом дня росіяни здійснили 19 обстрілів прикордонних територій та населених пунктів Сумської області. Зафіксовано 38 вибухів. Обстріли зазнали Хотінська, Юнаківська, Миропільська, Краснопільська, Великописарівська, Шалигінська, Есманьська, Шосткинська громади", - зазначається в повідомленні.

### 15 червня
"Протягом дня росіяни здійснили 12 обстрілів прикордонних територій і населених пунктів Сумської області. Зафіксовано 25 вибухів. Обстрілів зазнали Юнаківська, Білопільська, Миропільська, Краснопільська, Великописарівська, Есманьська, Середино-Будська громади", - йдеться в повідомленні Сумської обласної військової адміністрації.

### 18 червня
Зафіксовано атаку FPV-дронів (2 вибухи).

### 25 червня
13 мін скинули росіяни на територію громади.

### 26 червня
Зафіксовано обстріл громади з використанням БпЛА типу «Ланцет» (2 вибухи).

### 27 червня
Ворог бив з артилерії (5 вибухів).

### 29 червня
По громаді нанесено обстріл БпЛА літакового типу (1 вибух). Також відбулося скидання ВОГз БпЛА (1вибух).

### 1 липня
Росіяни вдарили по громаді зі ствольної артилерії (16 вибухів).

### 2 липня
Зафіксовано здійснено скидання з БпЛА вибухового пристрою (1 вибух), мінометний обстріл (9 вибухів), атаку FPV дронами (3 вибухи).

### 6 липня
6 мін скинули росіяни на територію громади.

### 10 липня
Зафіксовано удари FPV-дронами (4 вибухи).

### 11 липня
6 мін скинув ворог на територію громади. Також був удар 1 БпЛА літакового типу.

### 12 липня
По громаді здійснено удар ворожими FPV дронами (2 вибухи).

### 13 липня
Зафіксовано удари FPV-дронами по громаді (6 вибухів), обстріл з мінометів (2 вибухи), обстріл з РСЗВ (7 вибухів).

### 16 липня
По громаді нанесено обстріл з артилерії (2 вибухи).

### 19 липня
Зафіксовано обстріл з використанням FPV-дронів (2 вибухи).

### 20 липня
Ворог бив з мінометів (24 вибухи).

### 21 липня
росіяни вдарили по громаді з артилерії (10 вибухів). РСЗВ (8 вибухів). Також був обстріл з використанням 2 FPV-дронів (2 вибухи).

### 24 липня
Ворог бив з артилерії (2 вибухи). У результаті обстрілу поранення отримала місцева жителька.

### 25 липня
Ворог бив по громаді з артилерії (4 вибухи).

### 2 серпня
Ворог бив по громаді з мінометів (8 вибухів), з РСЗВ (18 вибухів).

### 3 серпня
Ворог наніс авіаудар по громаді. Зафіксовано пуски КАБ (3 вибухи), обстріл з мінометів (8 вибухів).

### 5 серпня
Росіяни нанесли авіаудари «КАБ» (3 вибухи). Травмовано місцеву мешканку та поранено 1 місцевого мешканця.

### 6 серпня
Здійснено обстріли з мінометів (6 вибухів), авіаудар КАБ (1 вибух).

### 8 серпня
росіяни завдали авіаудар КАБ (3 вибухи).

### 10 серпня
По громаді здійснено авіаудар КАБ. Зафіксовано 3 вибухи.

### 11 серпня
Здійснено авіаудари КАБ (8 вибухів), артобстріли (14 вибухів).

### 12 серпня
Зафіксовано авіаудари КАБ (5 вибухів).

### 16 серпня
По громаді агресором здійснено артилерійський обстріл (7 вибухів).

### 17 серпня
Були авіаудари КАБ (3 вибухи), ракетний удар (1 вибух).

### 19 серпня
Завдано авіаудару (КАБ) (3 вибухи).

### 21 серпня
Здійснено обстріли громади FPV-дронами (5 вибухів), обстріл БпЛА типу «Ланцет» (1 вибух).

### 22 серпня
Був авіаудар КАБ (3 вибухи).

### 29 серпня
Здійснено мінометний обстріл громади (2 вибухи).

### 2 вересня
Ворог здійснив атаку FPV-дронами (2 вибухи).